# El crim és el seu fort
El crim és el seu fort (títol original en francès, Le Crime lui va si bien) és una sèrie de televisió francobelga creada per Olga Vincent i Stéphane Kaminka a partir d'una idea original de Jean-Pierre Alessandri, emesa a la Suïssa francòfona per RTS 1, a Bèlgica per La Une des del 13 de desembre de 2019 i a França pel canal France 2 des del 20 de desembre del mateix any. S'ha doblat al valencià per a À Punt.
La sèrie és una coproducció de Kam & Ka, Ramona Productions, France Télévisions, Be-Films i RTBF, amb la participació de Radio télévision suisse i TV5 Monde així com el suport de la regió de Nova Aquitània i el departament de Charente.

## Sinopsi
La capitana de policia Gaby Molina hereta una granja familiar. Dedica el seu temps a mantenir-la i a resoldre investigacions criminals.

## Repartiment
Personatges principals
- Claudia Tagbo: capitana Gaby Molina
- Helene Seuzaret: tinent Celine Richer

Personatges secundaris
- Bruno Lochet: Anton Vargas, informador
- Julien Ratel: Darket, policia
- Laurent Manzoni: comissari Félix Fontan

## Episodis
| Núm. total | Núm. de la temporada | Títol                  | Direcció           | Guió                              | Data d'emissió original | Data d'emissió al País Valencià (À Punt) |
| ---------- | -------------------- | ---------------------- | ------------------ | --------------------------------- | ----------------------- | ---------------------------------------- |
| 1          | 1                    | «Íntima convicció»     | Stéphane Kappes    | Stéphane Kaminka i Olga Vincent   | 13 de desembre de 2019  | 2 d'abril de 2023                        |
| 2          | 2                    | «Una tomba per a dos»  | Stéphane Kappes    | Olga Vincent i Mikael Ollivier    | 7 de gener de 2021      | 9 d'abril de 2023                        |
| 3          | 3                    | «Fantasma, estàs ací?» | Stéphane Kappes    | Stéphane Kaminka                  | 14 de gener de 2021     | 16 d'abril de 2023                       |
| 4          | 4                    | «Mal actor»            | Stéphane Kappes    | Olga Vincent i Mikael Ollivier    | 30 de gener de 2022     | 23 d'abril de 2023                       |
| 5          | 5                    | «Dos pel preu d'un»    | Stéphane Kappes    | Stéphane Kaminka                  | 6 de febrer de 2022     | 30 d'abril de 2023                       |
| 6          | 6                    | «Doble o res»          | Nadja Anane        | Stéphane Kaminka i Olga Vincent   | 8 de gener de 2023      | 30 de juny de 2024                       |
| 7          | 7                    | «A la italiana»        | Nadja Anane        | Joseph Lantigny                   | 15 de gener de 2023     | 7 de juliol de 2024                      |
| 8          | 8                    | «El cas Molina»        | Marie-Hélène Copti | Véronique Lecharpy i Olga Vincent | 15 de març de 2024      | 14 de juliol de 2024                     |

## Premis i reconeixements
- 2019: Gran Premi del Cinema unitari francòfon de televisió al Festival Polar del Conhac[8]